# Universität von Namur

Juristische Fakultät

Université de Namur (Université de Namur; UNamur) lautet seit 2012 der Name einer französischsprachigen katholischen Universität in Namur/Belgien. Bis zu ihrer Umbenennung im September 2012 trug sie die Bezeichnung Facultés universitaires Notre-Dame de la Paix (FUNDP), (übersetzt etwa Universitäre Fakultäten unserer lieben Frau des Friedens).
An der 1831 durch die Gesellschaft Jesu gegründeten UNamur studieren mehr als 6000 Studenten. In den Disziplinen Medizin, Informatik, Natur-, Wirtschafts- und Rechtswissenschaften wird sowohl geforscht als auch gelehrt. Die Universität ist Gründungsmitglied der Académie Louvain, der Vereinigung französischsprachiger katholischer Universitäten in Belgien.
Die Universität besteht aus sechs Fakultäten:
- der Philosophischen und Philologischen Fakultät
- der Rechtswissenschaftlichen Fakultät
- der Wirtschafts- und Sozialwissenschaftlichen Fakultät
- dem Informatikinstitut
- der Naturwissenschaftlichen Fakultät
- der Medizinischen Fakultät